# 23 Dywizja Piechoty (USA)
23 Dywizja Piechoty „Americal” (ang. 23rd "AmeriCal" Infantry Division) – dywizja piechoty US Army w latach 1942–1971.

## Historia
Dywizja utworzona ad hoc na Nowej Kaledonii w czasie wojny na Pacyfiku, z żołnierzy amerykańskich przysłanych tam z Massachusetts i Dakoty. Nazwa „Americal” pochodzi z połączenia słów America i Caledonia.
Dywizja wzięła udział w walkach z Japonią o Guadalcanal. Po kapitulacji Japonii wycofana do USA i czasowo rozwiązana. W 1954 odtworzona w Portoryko, otrzymała numer 23, wysłana do okupacji Strefy Kanału Panamskiego.
Od 1967 zaangażowana w wojnę w Wietnamie, bazowała w prowincji Quảng Nam. Brała udział w bitwie pod Khâm Đức. 23 DP zniesławiła się zbrodniami wojennymi na wietnamskiej ludności cywilnej, najgłośniejszym echem odbiła się masakra w My Lai, gdzie Amerykanie zabili 300–500 osób.
Rozwiązana wraz ze stopniowym wycofywaniem się Amerykanów z Wietnamu.

## Linki zewnętrzne

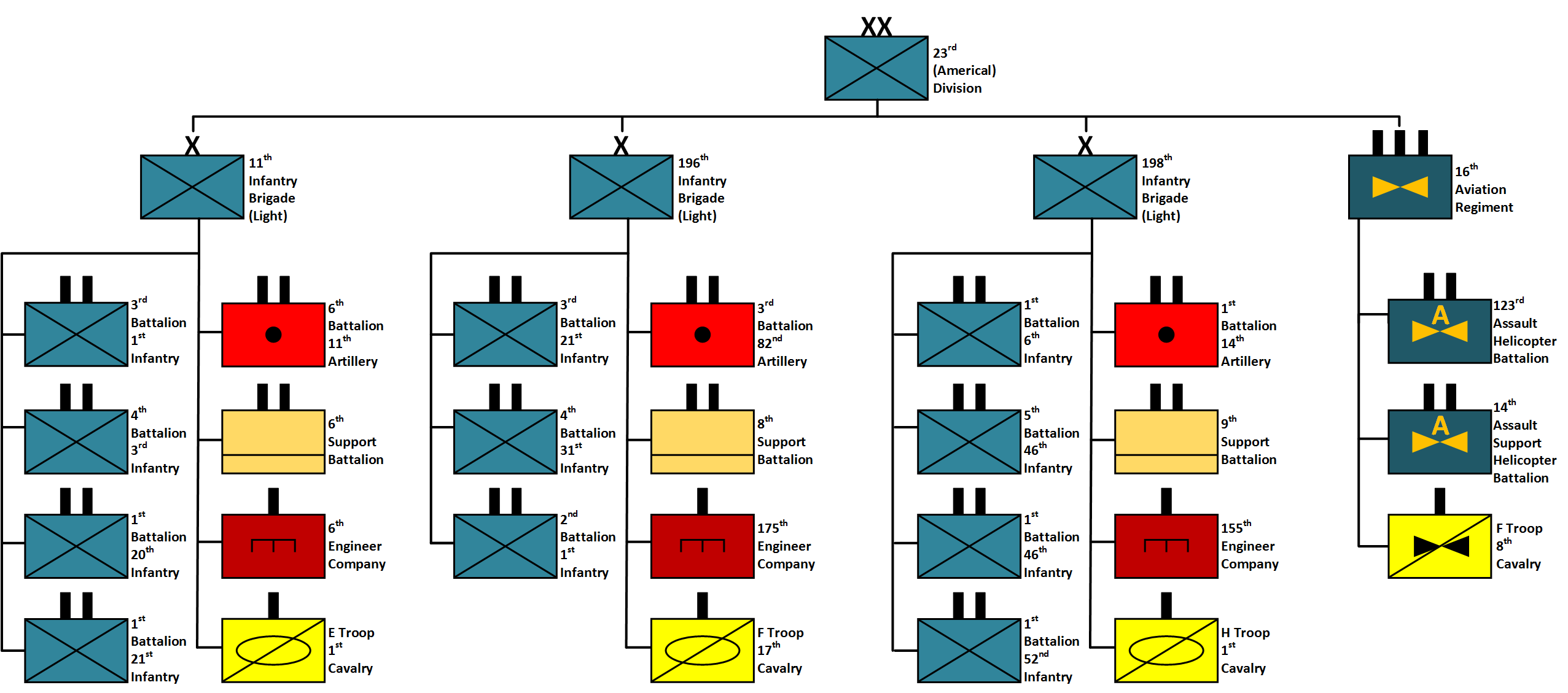
Organizacja dywizji w Wietnamie w 1967